# Großsteingrab Kastorf
Das Großsteingrab Kastorf war eine mögliche megalithische Grabanlage der jungsteinzeitlichen Nordgruppe der Trichterbecherkultur bei Kastorf im Kreis Herzogtum Lauenburg in Schleswig-Holstein.
Um 1908 wurde bei Kastorf die Hügelschüttung einer Grabanlage abgetragen. Dabei wurde eine rechteckige Grabkammer mit einer Länge von etwa 2 m und einer Breite von etwa 0,8 m freigelegt. Darin lagen 20 flache, bearbeitete Steinplatten (vielleicht Reste eines Bodenpflasters). Darüber lagen drei große, flache Steinplatten. In dem Grab wurde ein flaches Feuerstein-Beil gefunden, das heute verschollen ist. Karl Kersten nahm die Anlage in seiner 1951 erschienenen Monografie zu den vor- und frühgeschichtlichen Denkmälern des Kreises Herzogtum Lauenburg als zerstörtes Steingrab unter der Nummer Kastorf LA 2 auf.

## Sage
Ein mögliches zweites Großsteingrab zwischen Kastorf und Klinkrade ist nur durch eine Sage überliefert. Nach dieser befand sich zwischen beiden Orten einst ein Hünengrab. Auf einem eisernen Schild soll dort in goldener Schrift gestanden haben: „Hier ist ein König bestattet, wer das Grab öffnet, darf die Schätze, die er findet, behalten; aber er darf beim Graben nicht lachen, nicht sprechen und auch nicht weglaufen.“ Als zwei Handwerkerburschen ihr Glück versuchten, kam eine schwarze Gestalt aus dem Grab und sie liefen weg. Seitdem hat niemand mehr versucht, die Schätze zu bergen und das Grab ist auf Klinkrader Gebiet gerutscht.